# جون دايون
جون دايون (بالفرنسية: Jean d'Aillon)‏ هو اسم مستعار لجون_لويس روس. وُلد في الغابون في 16 أبريل 1948. وهو كاتب فرنسي، وكاتب رواية بوليسية ورواية تاريخية.